# Hemiergis decresiensis
Hemiergis decresiensis — вид сцинкоподібних ящірок родини сцинкових (Scincidae). Ендемік Австралії.

## Підвиди
Виділяють два підвиди:
- Hemiergis decresiensis continentis Copland, 1946 — континент;
- Hemiergis decresiensis decresiensis (Cuvier, 1829) — острів Кенгуру.

## Поширення і екологія
Hemiergis decresiensis мешкають на південному сході Південної Австралії, зокрема на острові Кенгуру, а також на заході Вікторії. Вони живуть у вологих і сухих склерофільних рідколіссях і лісах, віддають перевагу відкритим лісами з трав'янистим підліском, в околицях Аделаїди трапляються в садах.